# مونريال ديل يانو
بلدية مونريال ديل يانو (بالإسبانية: Monreal del Llano)‏، هي إحدى بلديات مقاطعة قونكة إحدى مقاطعات إسبانيا، و التي تقع في منطقة قشتالة لا منتشا وسط البلاد, و المائلة لجهة الشرق من إسبانيا.
يبلغ عدد سكانها 84 نسمة وفقاً لإحصائية سنة (2007).